# Alien Breed 3D II: The Killing Grounds
Alien Breed 3D II: The Killing Grounds è uno sparatutto in prima persona a tema fantascientifico, seguito di Alien Breed 3D e quinto gioco della serie Alien Breed di Team17. È stato pubblicato nel 1996 da Ocean Software per i computer Amiga con chipset AGA.
Team17 ha reso il codice sorgente del gioco disponibile gratuitamente nel marzo 1997, sul CD allegato al numero 95 della rivista Amiga Format.

## Modalità di gioco
Insieme al gioco è stato fornito un editor che consente agli utenti di creare i propri livelli. 

## Sviluppo
Con il successo di Alien Breed 3D, Team17 ha deciso di seguirlo con un sequel. Questa volta il Team17 puntava ancora più in alto, sperando di ricreare qualcosa di simile al motore grafico di Quake su un Amiga. Team17 aveva incluso due versioni del gioco distribuite su 5 dischi: una con suoni e trame di alta qualità, l'altra con versioni di qualità ridotta. La versione ridotta era presumibilmente in grado di funzionare su un Amiga 1200 non espanso, sebbene il gioco funzionasse lentamente.
Il loro progetto, tuttavia, era forse troppo ambizioso. La maggior parte degli Amiga del tempo faceva fatica a far funzionare il gioco, anche con la RAM aggiornata e le schede acceleratrici. Anche con la CPU più veloce in quel momento (MC68060 @ 66 MHz), il gioco non poteva essere giocato senza problemi con dettagli elevati a schermo intero.
Il Team17 aveva originariamente inteso che questo fosse il suo ultimo titolo Amiga. Dopo il successo di Worms, la prima versione multiformato di Team17, l'azienda stava cercando di uscire dal mercato dei giochi Amiga, che era diventato stagnante nel corso degli anni. Come è emerso, The Killing Grounds non era l'ultimo titolo Amiga del Team17, Worms: The Director's Cut uscì l'anno successivo.

## Alien Breed: Conflict
Un seguito per PC/ Dreamcast di The Killing Grounds, intitolato Alien Breed: Conflict, iniziò lo sviluppo nel 1999. Lo sviluppo fu annullato a causa delle dimensioni del progetto. Ad oggi, Conflict rimane l'unico titolo della serie sviluppato appositamente per PC e l'unico gioco per PC della serie sviluppato esclusivamente da Team17 (la versione PC di Alien Breed è stata portata da MicroLeague, mentre Alien Breed: Tower Assault sono stati portati sul PC da East Point Software). Secondo le poche informazioni disponibili su questo gioco, Conflict è stato anche progettato per essere uno sparatutto in prima persona e, presumibilmente, sarebbe seguito direttamente da dove si era interrotto The Killing Grounds .

## Alien Breed 2004
Alien Breed 2004 era il titolo assegnato al nuovo tentativo di rilanciare la serie di videogiochi, progetto annunciato nel 2003 e annullato nel 2005. Un reboot venne comunque realizzato nel 2009, con la pubblicazione di Alien Breed Evolution.